# Pfarrkirche Gries im Sellrain

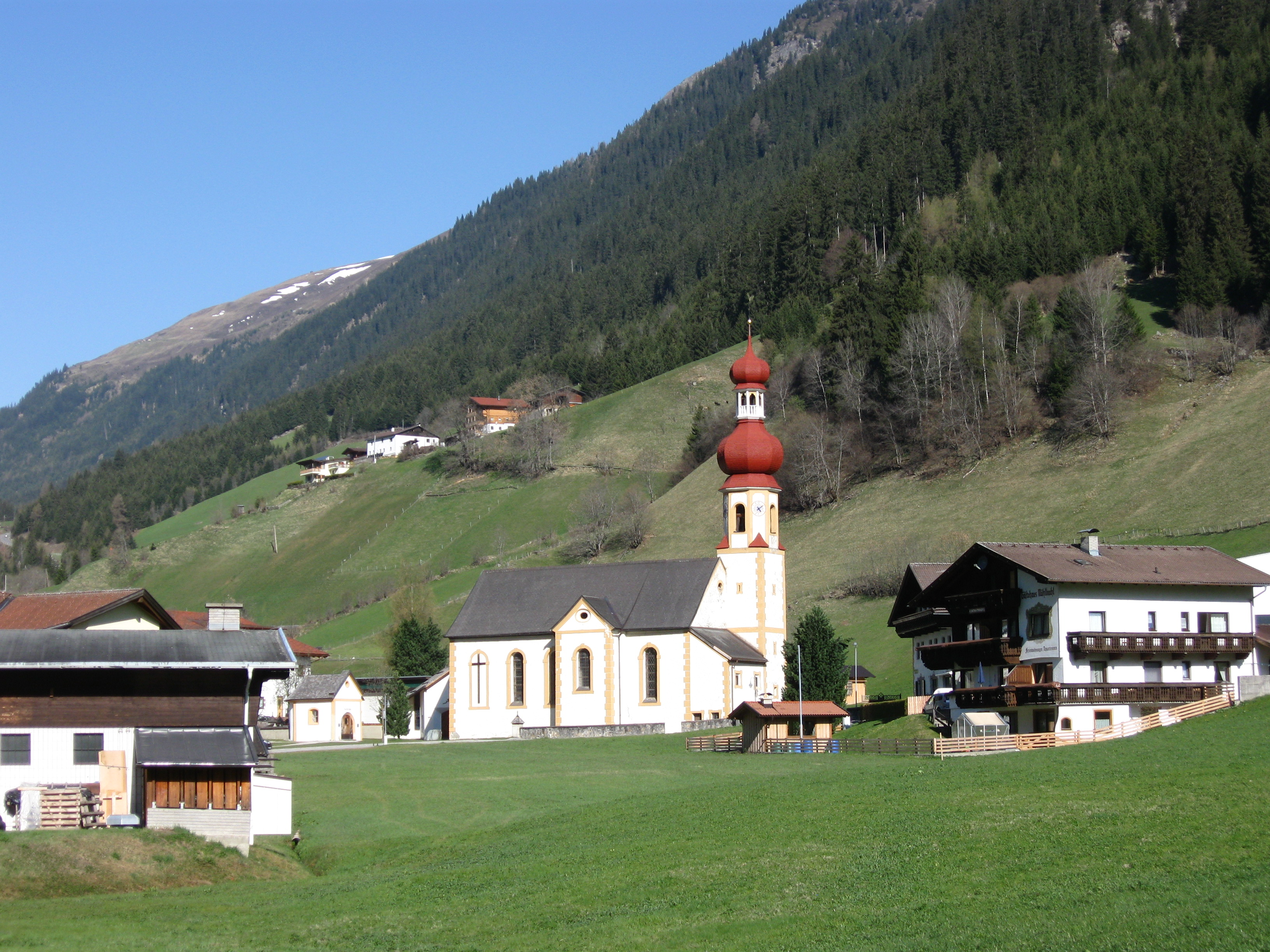
Katholische Pfarrkirche hl. Martin in Gries im Sellrain

Die Pfarrkirche Gries im Sellrain steht in der Gemeinde Gries im Sellrain im Bezirk Innsbruck-Land im Bundesland Tirol. Die dem Patrozinium hl. Martin von Tours unterstellte römisch-katholische Pfarrkirche – dem Stift Wilten inkorporiert – gehört zum Dekanat Wilten-Land in der Diözese Innsbruck. Die Kirche und der Friedhof stehen unter Denkmalschutz (Listeneintrag).

## Geschichte
Anfänglich eine Filiale der Pfarrkirche Axams wurde die Kirche dem Stift Wilten inkorporiert. Die heutige Kirche wurde 1734/1735 unter Abt Martin Stickler durch den Maurermeister Franz Renn erbaut. 1786 Kuratie wurde 1787 ein Friedhof angelegt. 1880 war eine Renovierung. 1891 wurde die Kirche zur Pfarrkirche erhoben. 1932 war eine Innenrestaurierung. 1978 war eine Restaurierung.

## Architektur
Das Langhaus und die kurzen Kreuzarme stehen unter Satteldächern. Der Chor hat einen geraden Schluss, daran schließen die Sakristei unter einem Pultdach und der Turm an. Der Turm hat ein achteckiges Glockengeschoß mit rundbogigen Schallfenstern, er trägt eine Zwiebelhaube mit einer Laterne mit Balustrade und darüber einen zweiten kleineren Zwiebelhelm. Die Fassade zeigt sich mit teils gemalter und teils geputzter Gliederung, die Fenster sind rundbogig, in den Dreiecksgiebeln der Seitenkapellen mit Ochsenauge in eingetiefter Laibung. Die Westfassade hat ein Rundbogenportal zwischen zwei Quadratfenstern, darüber ein Ovalfenster und im Dreieckgiebel ein Ochsenauge.
Die Deckenmalereien im Stil des Spätrokoko wurden 1788 von Josef Anton Puellacher geschaffen.

## Ausstattung
Der Rokoko-Hochaltar aus 1778 trägt zwischen weitgestellten Säulen die Statuen der Heiligen Peter und Paul in der Art des Bildhauers Johann Schnegg, das Altarblatt hl. Martin malte Franz Xaver Kirchebner.
Die Orgel baute Josef Schreieck 1912.